# Katolička Crkva i slobodno zidarstvo
Katolička Crkva i slobodno zidarstvo imaju složen i promjenjiv odnos još od osnivanja prvih masonskih loža, koji se razlikovao ovisno o vremenskom razdoblju i zemlji. Taj je odnos obilježen brojnim osudama sa strane Vatikana, koje su se ponavljale kroz povijest.
Katolička Crkva prvi je put zabranila katolicima članstvo u masonskim organizacijama i drugim tajnim društvima 1738. godine. Od tada je najmanje jedanaest papa donijelo službene izjave o nespojivosti katoličkog nauka i slobodnog zidarstva.
Od 1738. do 1983. godine katolici koji su javno pripadali masonskim organizacijama ili ih javno podržavali automatski su bili podvrgnuti ekskomunikaciji. Nakon 1983. godine zabrana članstva i dalje postoji, ali u drugačijem obliku. Iako je nakon Drugog vatikanskog sabora (1962. – 1965.) postojala određena nejasnoća oko članstva, Crkva je nastavila s prohibicijom, smatrajući da su načela i rituali u slobodnom zidarstvu nespojivi s katoličkim učenjem.
Trenutna regulativa, sadržana u Deklaraciji o masonskim udrugama koju je 1983. objavila Kongregacija za nauk vjere (današnji Dikasterij za nauk vjere), jasno navodi da su "vjernici koji se učlane u masonske udruge u stanju teškog grijeha i ne smiju primati svetu pričest", te da je članstvo u slobodnom zidarstvu zabranjeno.
Najnoviji službeni dokumenti Svete Stolice o nespojivosti slobodnog zidarstva s katoličkom vjerom izdani su 1985. godine te u studenom 2023. od strane Dikasterija za nauk vjere.

## Stajališta
Službena stajališta Katoličke Crkve i organiziranog slobodnog zidarstva oblikovani su kroz povijest i odražavaju njihova temeljna načela i međusobne odnose. 

### Slobodno zidarstvo
Slobodno zidarstvo prihvaća katoličke kandidate pod istim uvjetima kao i ostale kandidate, odnosno uz uvjet da prihvate ili ispunjavaju temeljna načela slobodnog zidarstva. Od kandidata se traži samo da budu sposobni dati određeno tumačenje masonskim simbolima, poput Velikog arhitekta Svemira ili Knjige Svete Mudrosti. To može biti katoličko poimanje Boga, ali isto tako i druge interpretacije, poput Alaha, Tetragrama, Atmana ili čak apstraktnog načela usmjerenog prema višem redu u prirodi.
Postoje, međutim, razlike između regularnog i kontinentalnog slobodnog zidarstva, kao i nacionalne razlike. U okviru regularnog slobodnog zidarstva, posebice one u Sjevernoj Americi, Švedskoj i na Britanskim otocima, uobičajeno je vjerovanje u oblik deizma ili teizma, te je obvezno prihvaćanje postojanja Vrhovnog Bića i objavljenog svetog spisa. U kontinentalnog slobodnog zidarstva na europskom kontinentu, međutim, prihvaćanje agnosticizma ili ateizma je uobičajeno ili barem dopušteno.
Službena tijela slobodnog zidarstva nisu a priori protiv objavljenih religija ili drugih religijsko-filozofskih sustava, uključujući i Katoličku Crkvu. No, odbacuju tvrdnju da bilo koja crkva ili religija isključivo posjeduje puninu istine, uz isključenje svih ostalih. Unutar slobodnog zidarstva ne postoji nametanje jedinstvene istine.
U okviru kontinentalnog slobodnog zidarstva naglašava se i apsolutno odvajanje crkve i države. Najradikalnije stavove po tom pitanju zauzimaju Veliki orijent Francuske i Veliki orijent Belgije, u čijim redovima se mogu naći militantni slobodoumni slobodni zidari, što je rezultat dugotrajnih sukoba s Katoličkom Crkvom, koja je dominirala u tim kulturnim prostorima.
Veliki broj uglednih osoba koje su tijekom 18., 19. i 20. stoljeća bili slobodni zidari povećalo je nepovjerenje prema organiziranom slobodnom zidarstvu kao tajnom društvu, unatoč činjenici da je poštivanje zakona zemlje od same uspostave slobodnog zidarstva 1717. godine jedan od njezinih temeljnih principa.
U latinskim zemljama europskog kontinenta i njihovim kolonijama, kontinentalno slobodno zidarstvo odigralo je značajnu ulogu u antiklerikalizmu od 19. stoljeća nadalje. Tijekom Francuske revolucije (1789. – 1796.) slobodnozidarske ideje poput slobode, jednakosti i bratstva često su bile pretvorene u nasilje protiv vladajuće elite i konzervativnog klera. Mnogi slobodni zidari, uključujući tadašnjeg velikog majstora Velikog orijenta Francuske, Filipa, vojvodu Orleanskog, te matematičara Nicolasa de Condorceta, postali su žrtve revolucije. Drugim riječima, slobodni zidari su se našli s "obje strane giljotine". Od 19. stoljeća nadalje, slobodnozidarske ideje postale su temelj rastućih demokratskih i liberalnih stranaka.
Dobar primjer masonskog antiklerikalizma može se pronaći u govoru koji je 15. srpnja 1868. održao Pierre Van Humbeeck, starješina Lože "Istinski prijatelji unije i zajedničkog napretka" (Loge Les Vrais Amis de l'union et du progrès réunis) pod okriljem Velikog orijenta Belgije:
»Ne smije se brkati jezik slobodnog zidarstva s jezikom profanog svijeta... Nespojivost slobodnozidarskih principa s praksom katoličkog kulta, a osobito s vjerskim pokopima, dovodi Braću do suprotstavljanja obiteljima preminulih slobodnih zidara koje se odlučuju za takav pogrebni obred. Snažno se preporučuje polaganje oporuke u loži u kojoj se izražava želja da pokojnik ne bude pokopan uz prisustvo klera. Uzorci "oporuka za osiguranje građanskog sprovoda" kao i "formulari za sprječavanje prisutnosti svećenika na smrtnoj postelji" stavljeni su na raspolaganje Braći.«
Iako je tijekom 20. stoljeća ovaj sukob oslabio, do novih konflikata između katolika i slobodnih zidara dolazilo je u Latinskoj Americi, primjerice u Meksiku tijekom Cristero rata (1926. – 1929.), kada su katolici slobodno zidarstvo označili kao inicijatora antiklerikalnih kampanja meksičke vlade, ali i kasnije u Europi.

### Katolička Crkva
Katolička Crkva od samih početaka zabranila je svojim članovima učlanjenje u bilo koju slobodnozidarsku organizaciju, pozivajući se na nespojivost dogmatskog nauka vjere s odredbama i stavovima slobodnog zidarstva. Kazna za članstvo u slobodnom zidarstvu bila je automatska ekskomunikacija.
Prve papinske enciklike protiv slobodnog zidarstva imale su ograničen uspjeh, budući da su sve do početka 19. stoljeća i neki biskupi i svećenici bili članovi masonskih loža. Nakon Burbonske restauracije 1815. godine, kada je Katolička Crkva ponovno potvrdila zabranu, broj klerika u slobodnom zidarstvu počeo se smanjivati. U Belgiji je članstvo katoličkih klerika u slobodnom zidarstvu praktički nestalo do 1838. godine. Ipak, tijekom 19. i 20. stoljeća bilo je slučajeva tajnog članstva svećenika u masonskim ložama. Jedan od najpoznatijih koji je bio pod sumnjom je nadbiskup Annibale Bugnini.
U početku se zabrana slobodnog zidarstva temeljila na zabrinutosti zbog političkog i društvenog utjecaja slobodnih zidara i njihovih tajnih društava. No, temelj katoličke kritike uvijek je bio u odbijanju eksplicitne vjere u osobnog Boga Stvoritelja, nužne za spasenje, kao i u neprihvaćanju katoličkog dogmatskog nauka koji tvrdi da je Katolička Crkva jedini put istine i spasenja. Također, odbacuje se stavljanje drugih religija – protestantizma, judaizma, islama, zoroastrizma i hinduizma – na istu razinu s katoličanstvom.
Taj stav Katoličke Crkve ostao je nepromijenjen, iako je između 1960-ih i 1980-ih postojalo razdoblje u kojem crkvena hijerarhija nije provodila sankcije, a pojedini članovi klera su iznosili oprečne stavove.
Najnoviji službeni dokument Crkve o slobodnom zidarstvu objavljen je 1983. godine, kada je tadašnji prefekt Kongregacije za nauk vjere, kardinal Joseph Ratzinger (kasnije papa Benedikt XVI.), izdao Deklaraciju o masonskim udrugama, koja je ponovila tradicionalno stajalište Crkve o članstvu katolika u slobodnom zidarstvu. U tom dokumentu stoji:
»Vjernici koji postanu članovi masonske organizacije nalaze se u stanju teškog grijeha i ne smiju primiti Svetu Pričest.«
Ova deklaracija razjasnila je kanon 1374 novog Kanonskog zakonika iz 1983., koji je zamijenio eksplicitnu osudu slobodnog zidarstva u prethodnom zakoniku iz 1917. godine. Time je Crkva jasno dala do znanja da se njezin stav o slobodnom zidarstvu nije promijenio.

## Povijest
Vidi još: Papinski dokumenti protiv slobodnog zidarstva
Dana 21. lipnja 1717. godine u Londonu su se udružile četiri masonske lože i osnovale prvu veliku ložu, kasnije poznatu kao Ujedinjena velika loža Engleske. Iz Engleske se slobodna zidarstvo brzo proširilo Europom, ponajprije preko Francuske, dok se putem britanskih kolonija raširila diljem svijeta.

### 18. stoljeće

#### Klement XII. (1730. – 1740.)
Godine 1736. inkvizicija je pokrenula istragu o masonskoj loži u Firenci, koju je u lipnju 1737. godine osudila. Ložu je prvotno osnovao Charles Sackville, 2. vojvoda od Dorseta, engleski slobodni zidar, 1733. godine, no ubrzo je počela primati i talijanske članove, uključujući njezina tajnika Tommasa Crudelija. Također, 26. prosinca 1736. godine Andrew Michael Ramsay održao je govor na skupu slobodnih zidara u Parizu, uoči izbora Charlesa Radclyffea za velikog majstora Velike lože Francuske. U ožujku 1737. godine Ramsay je poslao uređenu verziju tog govora glavnom ministru Francuske, kardinalu André Herculeu de Fleuryju, tražeći njegovo odobrenje za javnu objavu i podršku slobodnom zidarstvu. Fleury je, međutim, reagirao osudom, proglasivši slobodne zidare izdajnicima i zabranjujući njihova okupljanja. Ova zabrana, zajedno s inkvizicijskom istragom u Italiji, dovela je do toga da papa Klement XII. 1738. godine izda bulu In eminenti Apostolatus Specula, kojom je slobodno zidarstvo po prvi put službeno zabranjeno unutar Katoličke Crkve.
U dokumentu se iznosi nekoliko ključnih argumenata protiv slobodnog zidarstva:
»... Došlo nam je do znanja... da određena društva... u narodu nazvana Liberi Muratori ili Slobodni zidari... iz dana u dan šire svoj utjecaj i rastu u moći... te da se u njima okupljaju muškarci različitih vjera i sekti... povezani strogom i neraskidivom zakletvom tajnosti... koja ih, pod prijetnjom strašne smrti, obvezuje na apsolutnu šutnju o onome što čine u tajnosti.«
»... Navedena društva... izazvala su veliko nepovjerenje među vjernicima... Jer, kada ne bi činili zlo, ne bi toliko mrzili svjetlost [javnosti].«
»... U mnogim su zemljama ta društva već zabranjena od strane građanskih vlasti jer predstavljaju prijetnju javnoj sigurnosti...«
»... Stoga, nakon savjetovanja s Našom časnom braćom, kardinalima Svete Rimske Crkve, i vođeni vlastitim razmišljanjima, sigurnim saznanjima i pažljivim promišljanjem, s puninom apostolske vlasti, određujemo i proglašavamo da ta društva... zvana Liberi Muratori ili Slobodni zidari... moraju biti osuđena i zabranjena. Ovom Našom odlukom, koja će zauvijek ostati na snazi, osuđujemo i zabranjujemo ih...«
Papa Klement XII. u buli naveo je nekoliko ključnih razloga za zabranu slobodnog zidarstva unutar Katoličke Crkve. Prvi se odnosio na religijsku ravnodušnost, budući da je slobodno zidarstvo prihvaćalo članove različitih vjeroispovijedi, uključujući katolike, pripadnike drugih religija i nevjernike, čime je promicala vjersku neutralnost, što je bilo u suprotnosti s tadašnjim društvima koja su okupljala pripadnike različitih konfesija, ali nisu načelno zastupala takvu poziciju. Drugi razlog bila je prisega apsolutne tajnosti, pri čemu su slobodni zidari prisezali na Bibliju i obvezivali se na šutnju o unutarnjim aktivnostima lože, uz ozbiljne sankcije za one koji bi prekršili prisegu tajnosti, što je izazvalo zabrinutost ne samo Crkve već i građanskih vlasti. Treći razlog, nejasno definiran, odnosio se na "druge opravdane i razložne razloge poznate Svetoj Stolici", što je kroz stoljeća potaknulo brojne spekulacije o dodatnim motivima zabrane slobodnog zidarstva.

#### Benedikt XIV. (1740. – 1758.)
Papa Benedikt XIV. izdao je 18. svibnja 1751. bulu Providas Romanorum, kojom je potvrdio i ponovno naglasio osudu slobodnog zidarstva izrečenu od strane njegova prethodnika. U ovoj buli slobodno zidarstvo je osuđeno zbog svojih temeljnih načela, uključujući naturalizam, vjersku toleranciju prema pripadnicima drugih vjeroispovijedi i religijsku ravnodušnost. Također su kritizirani obredi koji uključuju polaganje prisegu tajnosti, promicanje pravne slobode udruživanja te potencijalna politička prijetnja Crkvi i državi, osobito u kontekstu tadašnjih društvenih i političkih previranja u Firenci, Napulju i jakobinskim pokretima.

### 19. stoljeće

#### Pio VII. (1800. – 1823.)
Papa Pio VII. izdao je 13. rujna 1821. bulu Ecclesiam a Jesu Christo, kojim je osudio Karbonare, paramasonsku organizaciju koja je imala ključnu ulogu u oblikovanju i provođenju ujedinjenja Italije. Među istaknutim članovima ovog pokreta nalazili su se Camillo Benso di Cavour, Giuseppe Garibaldi, Giuseppe Mazzini i Francesco Crispi, koji su ujedno bili slobodni zidari, poznati po svojim antikatoličkim i antiklerikalnim stavovima, kao i članstvu u Karbonarima.
Iako je slobodno zidarstvo u ovom dokumentu osuđeno samo posredno, definirana je kao sekta i tajno društvo. Bula je također bila pod utjecajem ideja francuskog klerika Augustina Barruela, čija su djela o Francuskoj revoluciji pridonijela oblikovanju Papinog stava prema tajnim organizacijama.

#### Lav XII. i Pio VIII. (1823. – 1830.)
Papa Lav XII. izdao je 13. ožujka 1825. bulu Quo graviora, u kojoj je posebno osudio ubrzano širenje slobodnozidarskih ideja i načela unutar sveučilišta. Ova bula nastavila je prethodne osude slobodnog zidarstva, upozoravajući na njezin rastući utjecaj među intelektualnim i akademskim krugovima te potencijalnu prijetnju tradicionalnim vjerskim i moralnim vrijednostima.
Papa Pio VIII. izdao je 24. svibnja 1829. encikliku Traditi humilitati nostrae i 25. ožujka 1830. apostolsko pismo Litteris altero abhinc, u kojima je nastavio osudu slobodnog zidarstva. U enciklici je potvrdio presude svojih prethodnika, ponovno upozoravajući na veliku opasnost koju predstavljaju tajna društva. U apostolskom pismu posebno je osudio utjecaj slobodnog zidarstva na obrazovni sustav, naglašavajući njezinu ulogu u širenju ideja suprotnih katoličkom nauku.

#### Grgur XVI. (1831. – 1846.)
Papa Grgur XVI. izdao je 15. kolovoza 1832. encikliku Mirari vos, koja se neizravno odnosila na slobodno zidarstvo. U ovom dokumentu osudio je indiferentizam i liberalni katolicizam, ideje koje su promicali mislioci poput Félicitéa de La Mennaisa, Charlesa de Montalemberta i Henri-Dominiquea Lacordairea. Enciklika je upozoravala na opasnosti koje prijete Katoličkoj Crkvi, pri čemu je posebna pažnja posvećena tajnim društvima i okupljanjima u kojima su sudjelovali pripadnici različitih, pa i "lažnih" vjeroispovijedi. U tom kontekstu, papa je istaknuo:
»... najveća prijetnja Crkvi dolazi od skupina i udruga u kojima se okupljaju ljudi različitih vjeroispovijedi, pa i onih pogrešnih, te gdje se, pod krinkom poštovanja prema vjeri, propagiraju različite slobode, potiče pobuna protiv Crkve i države te podriva najuzvišeniji autoritet...«

#### Pio IX. (1846. – 1878.)
Papa Pio IX. izdao je niz enciklika, apostolsku konstituciju i održao nekoliko govora (alokucija) u kojima je osudio slobodno zidarstvo:
- Enciklika Qui pluribus (1846.)[24]
- Alokucija Quibus quantisque malis (1849.)
- Enciklika Quanta cura i Syllabus Errorum (1864.)[25]
- Alokucija Multiplices inter (1865.)
- Apostolska konstitucija Apostolicae Sedis moderationi (1869.)[26]
- Enciklika Etsi multa luctuosa (1873.)[27]

Tijekom svog progonstva u Gaeti 1849. godine, papa Pio IX. ponovno je potvrdio osudu slobodno zidarstvo koju je prethodno izrekao Pio VII. u buli Ecclesiam a Jesu Christo (1821.). Godine 1854., Pio IX. je slobodno zidarstvo nazvao "djecom demona", dok je u enciklici Etsi multa iz 1873. godine organizirano slobodno zidarstvo označio terminom "Sinagoga Sotonina".
Iako se dekreti Prvog vatikanskog koncila (1869. – 1870.) nisu izravno bavili odnosom između slobodnog zidarstva i Katoličke Crkve, oni su u određenoj mjeri relevantni za razumijevanje crkvenog stava prema tajnim društvima i njihovim idejama.

#### Lav XIII. (1878. – 1903.)
Papa Lav XIII. izdao je niz enciklika, apostolsko pismo i apostolsku konstituciju u kojima je osudio slobodno zidarstvo:
- Enciklika Etsi nos (1882.)[29]
- Enciklika Humanum genus (1884.)[30]
- Enciklika Officio sanctissimo (1887.)[31]
- Enciklika Dall'alto dell'Apostolico Seggio (1890.)[32]
- Enciklika Custodi di quella Fede (1892.)[33]
- Enciklika Inimica vis (1892.)[34]
- Apostolsko pismo Praeclara gratulationis publicae (1894.)[35]
- Apostolska konstitucija Annum ingressi (1902.)

U enciklici Humanum genus iz 1884. godine, Lav XIII. izričito je zabranio katolicima članstvo u slobodnom zidarstvu i pozvao sve države da poduzmu mjere protiv ovog pokreta. Njegova osuda temeljila se na tvrdnji da su slobodnozidarska načela ukorijenjena u naturalizmu i vjerskom indiferentizmu, što je, prema crkvenom nauku, nespojivo s katoličkom objavom. Papa je slobodno zidarstvo optužio za poticanje sekularizacije društva i ukazao na njegovu nespojivost s kršćanskim svjetonazorom. U enciklici Humanum genus napisao je:
»"Tako svako dobro stablo rađa dobrim plodovima, a nevaljalo stablo rađa plodovima zlim." Masonska sekta rađa plodove koji su pogubni i krajnje gorki. Jer, iz onoga što smo prethodno jasno izložili, njihov krajnji cilj postaje očit – potpuno rušenje cjelokupnog vjerskog i političkog poretka svijeta koji je oblikovalo kršćansko učenje te uspostava novog sustava u skladu s njihovim idejama, čiji će temelji i zakoni proizlaziti isključivo iz naturalizma.«
Ova enciklika izazvala je veliku uznemirenost unutar slobodnozidarskih krugova, što se jasno vidi iz riječi Michela Dumesnila de Gramonta, bivšeg velikog majstora Velike lože Francuske:
»Smatramo da enciklika Humanum Genus za nas ostaje najvažniji i najkarakterističniji dokument, pogotovo jer, koliko nam je poznato, nijedan noviji papinski tekst nije izmijenio njezino značenje niti doseg. Upravo u njoj trebamo tražiti autentičan i neupitan izraz katoličkog stava prema slobodnim zidarima. Strašan je to tekst, koji bi naša braća trebala često iznova čitati. Strašan i iznenađujući, ako se prisjetimo da se njegov autor i dalje smatra jednim od najoštroumnijih, najpronicljivijih i najliberalnijih među modernim papama. Ostajemo zapanjeni žestinom tona, oštrinom epiteta, smjelošću optužbi i perfidnim pozivima na svjetovnu represiju.«
» Što je, zapravo, slobodno zidarstvo prema ovoj poznatoj enciklici? To je zajednica pokvarenih ljudi, ujedinjenih u zločinačkoj namjeri da iz temelja unište vjerski i društveni poredak koji je proizašao iz kršćanskih institucija. Naravno, božanski temelji Crkve su previše čvrsti da bi ih ova zavjera mogla uzdrmati. No ono što ova sekta, čiji pripadnici djeluju u tami i tajnosti, ne želeći nikakve svjedoke osim svojih suučesnika, doista ugrožava, jest sigurnost država i autoritet vladara.«
U apostolskom pismu Annum ingressi slobodno zidarstvo se optužuje da tajno nastoji preuzeti kontrolu nad građanskim društvom te ga usmjeriti prema vrijednostima suprotnima kršćanstvu, čak i prema Sotoni.

### 20. stoljeće

#### Prva polovica stoljeća
Pio X. je neplanirano izabran za papu tijekom konklave 1903. godine. Smatralo se da je kardinal Mariano Rampolla, tadašnji državni tajnik Svete Stolice, glavni favorit za papinsku službu. Njegov izbor tekao je nesmetano sve dok kardinal Jan Puzyna de Kosielsko, nadbiskup Krakova, nije iskoristio pravo veta u ime austrijskog cara Franje Josipa, pozivajući se na staro pravo katoličkih vladara. Ova intervencija izazvala je veliko zaprepaštenje među sudionicima konklave. Rampolla je tada optužen za povezanost sa slobodnim zidarstvom, premda nema pouzdanih dokaza da je to zaista bio slučaj. Takve optužbe u to su se vrijeme često koristile za političku diskreditaciju protivnika. Vjerojatnije je da je glavni razlog protivljenja njegovom izboru bio njegov nedostatak konzervativnosti u očima moćnih crkvenih i političkih krugova.
Prema Zakoniku kanonskog prava iz 1917. godine, koji je bio na snazi od svibnja 1918. do studenog 1983., katolici povezani s masonerijom podlijegali su automatskoj, tj. latae sententiae, ekskomunikaciji (kanon 2335). Osim toga, bili su lišeni mogućnosti sklapanja braka u Katoličkoj Crkvi, isključeni iz katoličkih udruga, uskraćeni za katolički pokop (kanon 1240), onemogućeni za primanje novicijata i osobnog jus patronatus, dok su za kler, redovnike i članove svjetovnih instituta bile predviđene dodatne kazne (kanon 2330). Prema istom zakoniku, zabranjene su i knjige koje tvrde da su "masonske sekte" i slične skupine "korisne i nisu štetne za Crkvu i građansko društvo" (kanon 1399).
Papa Benedikt XV. je 20. srpnja 1920. izdao motuproprij Bonum sane, u kojem je upozorio na filozofski naturalizam, ideološki pravac koji su, prema njegovim riječima, promicali slobodni zidari.
Unatoč službenim osudama, u Francuskoj su od 1930-ih godina postojali neformalni kontakti između katolika i regularnih slobodnih zidara, koji su priznavali Vrhovno Biće. Njihovo zbližavanje temeljilo se na zajedničkom protivljenju komunizmu, a tijekom Drugog svjetskog rata zajedno su sudjelovali u Francuskom pokretu otpora. Nakon rata, mnogi od tih katolika postali su ključni akteri francuske kršćanske demokracije, crpeći inspiraciju iz djela Philippea Bucheza.
U prvoj polovici 20. stoljeća neki niži crkveni službenici pokušali su uspostaviti dijalog sa slobodnim zidarima:
- 1923. godine, u Belgiji, kapucin Bertrand van der Schelden nastojao je potaknuti dijalog između slobodnih zidara i katolika kroz svoju doktorsku disertaciju o slobodnom zidarstvu u Austrijskim Nizozemskim zemljama. Unatoč tome, bezrezervno je prihvaćao crkvenu osudu slobodnog zidarstva.[43]
- U Njemačkoj, isusovac Herman Grüber organizirao je u Aachenu susrete katolika sa slobodnozidarskim povjesničarima poput Ossiana Langa, Eugena Lennhoffa i Kurta Reichla, s ciljem uzajamnog razumijevanja i uvažavanja.
- U Nizozemskoj, franjevac Borromeus de Greeve nastojao je objašnjavati katoličko stajalište slobodnim zidarima.
- U Francuskoj, isusovac Joseph Berteloot smatrao je da bi spiritualistički pravac francuske slobodnog zidarstva, kakav su zastupali Oswald Wirth i Albert Lantoine, mogao poslužiti kao osnova za dijalog i postizanje primirja nakon dvjestogodišnjeg sukoba.[44][45]

Ipak, ovi su klerici bili pod strogim nadzorom svojih crkvenih nadređenih, koji su ih u više navrata pozivali na red i ograničavali njihovo djelovanje.
Dana 9. ožujka 1950. godine, na naslovnici L'Osservatore Romano objavljen je članak Crkva i masonerija (La Chiesa e la Massoneria), koji je napisao Mariano Cordovani. U njemu je naglašeno da kanonske sankcije protiv slobodnog zidarstva ostaju na snazi te su odlučno odbačene glasine o mogućem sporazumu između Katoličke Crkve i slobodnih zidara.

#### Drugi vatikanski koncil i kasnije
Katolička Crkva započela je preispitivanje svog odnosa prema slobodnom zidarstvu tijekom Drugog vatikanskog koncila (1962.–1965.), iako ne izravno na samom koncilu. Biskup Sergio Méndez Arceo iz Cuernavace u Meksiku više je puta pozivao na otvaranje dijaloga sa slobodnim zidarstvom, nadajući se da bi rasprava mogla dovesti do promjene crkvenog stava.
Tijekom jubilarne godine 1966., papa Pavao VI. dao je svakom ispovjedniku ovlast da oprosti kazne iz kanona 2335 Zakonika iz 1917. pod uvjetom da se pokajnik potpuno distancira od slobodnog zidarstva te se obveže ispraviti i, koliko je moguće, spriječiti svaki skandal i štetu koju je uzrokovao.
Tijekom razdoblja Drugog vatikanskog koncila i kasnijih desetljeća, došlo je do promjena u praksi službenih crkvenih tijela u odnosu na slobodno zidarstvo, iako crkveni nauk nije bio službeno revidiran. Neki od primjera takvih promjena uključuju:
- Nakon četverogodišnje istrage u Nordijskoj regiji, Nordijska biskupska konferencija je 1967. godine odlučio primijeniti postkoncilske norme iz 1966. godine sadržane u De Episcoporum Muneribus,[49] koje su biskupima omogućavale da u posebnim slučajevima daju oprost od određenih pravnih zabrana. Na temelju tih normi, u nadležnosti Konferencije dopušteno je obraćenicima na katolicizam da zadrže članstvo u Švedskom obredu, ali isključivo uz posebno dopuštenje njihova biskupa.[50][51]
- Isusovac Michel Dierickx je 1967. godine objavio je knjigu Slobodno zidarstvo, veliki nepoznati, koja je za nizozemsko govorno područje otvorila prijateljski ton prema britansko slobodno zidarstvo, dok je i dalje kritički gledala na francusku kontinentalnu granu. Predgovor je napisao kapucin Max Wildiers, koji se zalagao za promjenu katoličkog stava prema slobodnom zidarstvu.[52]
- U francuskom govornom području, isusovac Michel Riquet učinio je slično 1968. godine.[53] Još 1961. godine primljen je na sastanku Lože "Volney Laval", a 1963. godine prisustvovao je proslavi 50. obljetnice Nacionalne velike lože Francuske.
- U španjolskom govornom području, sličnu ulogu imao je isusovac José Antonio Ferrer Benimeli koji je svoju knjigu objavio 1968. godine.[54]
- GOdine 1971. godine, isusovac Jean Beyer, dekan Teološkog fakulteta Papinskog sveučilišta Gregoriana u Rimu, izjavio je da članstvo u neseparatističkoj loži koja nije antikršćanska ne povlači crkvene sankcije.
- Godine 1971., pomoćni biskup Pariza Daniel Pezeril prihvatio je poziv Velike lože Francuske da održi predavanje,[55] što je bio prvi službeni prijem katoličkog biskupa u slobodnozidarskoj organizaciji nakon 1738. godine.[56]
- 1975. godine, u Marseilleu, održani su službeni sastanci između katolika, drugih kršćana i slobodnih zidara, uz odobrenje lokalnog biskupa. Nadbiskup Roger Etchegaray tada je objavio da se takvi susreti već više od deset godina redovito održavaju.
- 1976. godine, Kanadska biskupska konferencija izjavila je da se kanadski slobodni zidari ne mogu optužiti za antiklerikalizam.[53]

Početkom 1968. britanski katolički časopis The Tablet izvijestio je da su izvori iz Vatikana prenijeli informaciju da su katolici sada slobodni pridružiti se slobodni zidari u Sjedinjenim Američkim Državama, Velikoj Britaniji i većini drugih zemalja, dok se europski veliki orijenti, osobito prisutni u Italiji i Francuskoj, i dalje smatrana antikršćanskom ili barem ateističkom. Prema istom izvješću, Kongregacija za nauk vjere je dala do znanja da katolici koji se pridruže masonskim ložama više nisu automatski ekskomunicirani te da "novi stav Crkve vrijedi već više od godinu dana". Istodobno, izvori su naglasili da će se promijeniti formulacija kanona 2335 u novom Zakoniku kanonskog prava koji je bio u izradi. Ove su tvrdnje izazvale zabrinutost u Vatikanu te su ubrzo demantirane. Sveta Stolica je službeno potvrdila da kanon 2335 Zakonika iz 1917. nije ukinut te negirala da planira "duboko promijeniti" svoje povijesno protivljenje članstvu katolika u masonskim ložama, iako su neki izvori naznačili da se u budućnosti može razmatrati promjena pristupa.
Nakon Drugog vatikanskog koncila održani su neformalni dijalozi između Katoličke Crkve i predstavnika slobodnog zidarstva u Austriji, Italiji i Njemačkoj. U Austriji je 1968. godine slobodni zidar Karl Baresch, predstavnik Velike lože Austrije, neformalno susreo kardinala Franza Königa, predsjednika Tajništva za nevjernike. Kasnije je formirano povjerenstvo sastavljeno od predstavnika Katoličke Crkve i slobodnog zidarstva koja je 1970. godine sastavila Lichtenau deklaraciju, upućenu papi Pavlu VI., kardinalu Franji Šeperu, tadašnjem prefektu Kongregacije za nauk vjere, i drugim crkvenim vlastima. Prema profesoru Zbigniewu Sucheckom, deklaracija je sadržavala "ozbiljne filozofsko-teološke i povijesne nedostatke" te nikada nije službeno priznata od strane Katoličke Crkve.
Dana 19. srpnja 1974., kardinal Franjo Šeper, prefekt Kongregacije za nauk vjere, uputio je neslužbeno pismo američkom kardinalu Johnu Krolu, u kojem je navedeno da kanon 2335 iz Zakonika iz 1917. godine vrijedi samo za udruge koje kuju urotu protiv Katoličke Crkve. Također je naglašeno da se za svaki slučaj članstva katolika u slobodnom zidarstvu treba pojedinačno utvrditi je li određena loža neprijateljski nastrojena prema Crkvi. Slično stajalište branio je i austrijski kardinal Franz König.
Unatoč različitim spekulacijama o mogućim izmjenama crkvenog stava, kanonska zabrana slobodnog zidarstva ostala je na snazi i 1974. godine. Te godine Biskupska konferencija Engleske i Walesa izvijestila je da konzultacije s biskupima diljem svijeta nisu rezultirale konsenzusom o odnosu Katoličke Crkve prema slobodnom zidarstvu. Kongregacija za nauk vjere objasnila je da su joj mnogi biskupi postavljali pitanje o tumačenju kanona 2335 iz Zakonika iz 1917., a njezini odgovori su varirali ovisno o situaciji u različitim zemljama. Biskupska konferencija je na temelju toga zaključila da katolici više nisu automatski isključeni iz Crkve zbog članstva u masonskim udrugama, budući da se kanon mora strogo tumačiti. Smatralo se da katolik koji se pridruži slobodnom zidarstvu podliježe ekskomunikaciji samo ako su politika i djelovanje masonske lože u njegovom području poznati po neprijateljstvu prema Crkvi. Biskupska konferencija Engleske i Walesa je izdala smjernice u kojima se preporučuje da katolici koji vjeruju da članstvo u slobodnom zidarstvu ne proturječi njihovoj vjernosti Katoličkoj Crkvi trebaju razgovarati o implikacijama svog članstva sa župnikom, dok se katolici koji su već slobodni zidari pozivaju na pomirenje s Crkvom.
Pojedini tradicionalistički krugovi tvrdili su da promjena stava unutar Crkve nije bila slučajna, već rezultat utjecaja klerika povezanih sa slobodnim zidarstvom.
- Bernard Fellay, bivši generalni poglavar Bratstva sv. Pija X., izjavio je u jednom intervjuu da su unutar Rimske kurije od 1960-ih godina djelovale najmanje četiri masonske lože.[65][66]
- Malachi Martin, bivši privatni tajnik njemačkog kardinala Augustina Bea, predsjednika Papinskog vijeća za jedinstvo kršćana, više je puta u svojim knjigama ponavljao tvrdnju o utjecaju slobodnog zidarstva unutar Crkve.[47]
- Sedevakantistički krugovi čak su otvoreno spekulirali o tome je li papa Ivan XXIII. bio iniciran u masonsku ložu.[67][68][69]

Iako su takve tvrdnje nikada nisu bile službeno dokazane, one su dodatno pojačale sumnje i nesigurnost među tradicionalnim katolicima u pogledu autentičnosti crkvenog nauka u razdoblju nakon Drugog vatikanskog koncila.

#### Posljednje dvije decenije 20. stoljeća
Godine 1980., nakon šest godina dijaloga s predstavnicima Ujedinjenih velikih loža Njemačke, Njemačka biskupska konferencija objavila je izvješće o slobodnom zidarstvu, donoseći dvanaest zaključaka. U dokumentu se navodi da slobodno zidarstvo poriče objavu i objektivnu istinu, da je vjerska ravnodušnost temeljno načelo slobodnog zidarstva, te da slobodno zidarstvo, kao deistički pokret, odbacuje mogućnost božanske objave, čime ugrožava autoritet Crkve. Osim toga, ukazano je na sakramentalni karakter masonskih rituala, koji se interpretiraju kao oblik osobne transformacije i alternativnog puta do duhovnog savršenstva, što ih čini nespojivima s katoličkim naukom. Dokument zaključuje da su sve masonske lože zabranjene katolicima, uključujući i one koje se smatraju "prijateljski nastrojenima" prema Katoličkoj Crkvi.
Godine 1981., Kongregacija za nauk vjere objavila je Deklaraciju o statusu katolika koji postaju slobodni zidari, u kojoj je navedeno da su tumačenja odgovora Kongregacije iz 1974. godine bila "pogrešna i tendenciozna". Također je potvrđeno da zabrana katolicima da se pridruže masonskim udrugama nije promijenjena te da i dalje ostaje na snazi.
Katolička Crkva je 1983. godine ukinula i zamijenila Zakonik kanonskog prava iz 1917. godine novim Zakonikom kanonskog prava iz 1983. godine, koji je stupio na snagu u studenom iste godine. Kanon 2335 iz Zakonika iz 1917. godine, koji je izričito zabranjivao katolicima članstvo u slobodnom zidarstvu, razvio se u kanon 1374 Zakonika iz 1983. godine. Međutim, za razliku od prethodnog kanona, novi propis više ne imenuje konkretne skupine koje osuđuje, već općenito navodi:
»Osoba koja se pridruži udruzi koja kuje urotu protiv Crkve treba biti kažnjena pravednom kaznom; onaj tko promiče ili preuzima dužnost u takvoj udruzi treba biti kažnjen interdiktom.«
Ova promjena formulacije dovela je do nesporazuma među katolicima i slobodnim zidarima, osobito u Sjedinjenim Američkim Državama, gdje su neki vjerovali da je zabrana katolicima da postanu slobodni zidari ukinuta ili ublažena. Zbog toga su mnogi katolici pristupili masonskim ložama, tumačeći novi kanonski zakon na način koji im je omogućavao članstvo, opravdavajući ga uvjerenjem da slobodno zidarstvo ne djeluje protiv Crkve.
Katolička Crkva koristi dva paralelna zakonika kanonskog prava: Zakonik iz 1983. godine za Latinsku Crkvu i Zakonik kanona Istočnih Crkava iz 1990. godine za Istočne katoličke Crkve sui iuris. Kanon 1374 iz Zakonika iz 1983. i kanon 1448 §2 iz Zakonika iz 1990. imaju sličnu svrhu, no postoje razlike u pristupu – kanon 1374 razlikuje između običnog članstva i preuzimanja službene uloge ili aktivnog promicanja zabranjene udruge, dok kanon 1448 ne pravi tu razliku.
Papa Ivan Pavao II. osobno je odobrio Deklaraciju o masonskim udrugama iz 1983. godine, koju je izdala Kongregacija za nauk vjere, tada pod vodstvom kardinala Josepha Ratzingera, kasnijeg pape Benedikta XVI. Ova deklaracija ponovila je tradicionalno negativno stajalište Crkve prema masoneriji, jasno ističući:
»Vjernici koji se pridruže masonskim udrugama nalaze se u stanju teškog grijeha i ne smiju pristupati svetoj pričesti. (…) Negativan sud Crkve o masonskim udrugama ostaje nepromijenjen jer su njihovi principi uvijek smatrani nespojivima s crkvenim naukom. Stoga je članstvo u njima i dalje zabranjeno.«
Deklaracija o masonskim udrugama također je jasno navela da ni izjava Kongregacije za nauk vjere iz 1974. niti ona iz 1981. godine nisu davale pojedinačnim biskupima ili biskupskim konferencijama ovlast da dopuštaju katolicima članstvo u masonskim ložama.
Biskupska konferencija Sjedinjenih Američkih Država je u svom pismu američkim biskupima o slobodnom zidarstvu iz 1985. godine zaključila da "načela i osnovni rituali slobodnog zidarstva utjelovljuju naturalističku religiju, čije je aktivno sudjelovanje nespojivo s kršćanskom vjerom i praksom". Pismo dalje navodi da oni koji svjesno prihvaćaju masonska načela čine težak grijeh te da bi, prema tumačenju pravnih komentara, to djelo moglo potpasti pod kanon 1364 Zakonika iz 1983. godine, koji predviđa automatsku ekskomunikaciju za apostate, heretike i raskolnike, dok svećenici mogu biti kažnjeni dodatnim kaznama, uključujući razrješenje iz kleričkog staleža. Prema tumačenju Ernesta Caparrosa i drugih kanonskih stručnjaka, ako članstvo u određenoj udruzi podrazumijeva apostaziju, herezu ili raskol, tada ono potpada pod kanon 1364 i povlači za sobom strože kanonske sankcije. Ipak, isti autori ističu da je Kongregacija za nauk vjere 1983. godine naglasila kako i one masonske udruge koje ne potpadaju pod kanon 1374 i dalje imaju načela nespojiva s katoličkim naukom. Svaki prekršaj prema kanonskom pravu također je grijeh, a prema Biskupskoj konferenciji SAD-a postoji razlika između kanonskog prava i moralnog nauka, jer neki grijesi nisu nužno i kanonski kažnjivi delikti. No, to ne znači da ih je dopušteno počiniti. Kongregacija za nauk vjere 1985. godine ponovila je zabranu članstva u slobodnom zidarstvu, posebno ističući tajnovitost masonskih udruga. Prema istraživanju Reida McInvalea, Kongregacija za nauk vjere je u 1985. godini ustvrdio da slobodno zidarstvo promiče relativistički simbolički koncept morala, koji je neprihvatljiv za katoličanstvo.
Godine 1996., biskup Fabian Bruskewitz iz biskupije u Lincolnu, Nebraska, donio je zakon prema kojem katolici koji su članovi masonskih udruga u njegovoj biskupiji snose latae sententiae kaznu interdikta u trajanju od jednog mjeseca, tijekom kojeg im je zabranjeno primanje Svete Pričesti. Oni koji nastave članstvo nakon toga snose latae sententiae ekskomunikaciju. Ove su ekskomunikacije osporavane putem kanonskog pravnog postupka, ali su 2006. godine potvrđene presudom Svete Stolice.

### 21. stoljeće
Godine 2000., David Patterson, izvršni tajnik Masonskog informativnog ureda Los Angelesa, upitao je kardinala Rogera Mahonyja može li praktični katolik postati član masonske lože. Otac Thomas Anslow, pravni vikar nadbiskupije Los Angeles, odgovorio je da je pitanje previše složeno za jednostavan "da" ili "ne", ali da, barem za katolike u Sjedinjenim Američkim Državama, vjeruje da je odgovor "vjerojatno da". Anslow je svoje mišljenje temeljio na nedostatku dokaza da lokalne masonske lože promoviraju bilo kakvu ideologiju ili praksu koja bi bila u suprotnosti s naukom Katoličke Crkve. No, 2002. godine Anslow je javno povukao svoje pismo, priznajući da je njegova analiza bila pogrešna. U svom povlačenju pozvao se na promišljanje Kongregacije za nauk vjere (1985.) o Deklaraciji o masonskim udrugama (1983.), navodeći da sustav simbola koji koristi masonerija može poticati "nadkonfesionalni humanistički" koncept božanskog, koji neutralizira ili zamjenjuje dimenziju vjere u odnosu s Bogom.
Godine 2002., Biskupska konferencija Filipina donijela je dekret prema kojem:
- Katolik koji je javno poznati slobodni zidar, koji aktivno sudjeluje, promiče slobodnozidarska stajališta ili obnaša dužnost u loži, a odbija se odreći članstva nakon opomene u skladu s kanonom 1347 Zakonika iz 1983., treba biti kažnjen interdiktom, u skladu s kanonom 1374. To uključuje zabranu primanja sakramenata, zabranu kumstva pri krštenju i potvrdi, zabranu sudjelovanja u župnim ili biskupijskim strukturama te uskraćivanje katoličkog pokopa, osim ako su prije smrti pokazani znakovi pokajanja. Ako biskup ipak dopusti katolički pokop, slobodnozidarski obredi su zabranjeni u crkvi i na groblju prije ili nakon katoličkog obreda, kako bi se izbjegao javni skandal.
- Katolik koji je slobodni zidar i otvoreno prihvaća slobodnozidarski svjetonazor, automatski snosi latae sententiae ekskomunikaciju prema kanonu 1364 i automatsku kaznu prema kanonu 1331 Zakonika iz 1983. godine.
- Slobodnim zidarima je zabranjeno svjedočiti pri sklapanju braka u Katoličkoj Crkvi i sudjelovati u bilo kojoj katoličkoj udruzi vjernika.

Masonski informativni centar Sjeverne Amerike je 2006. godine istaknuo da zabrana članstva katolicima u masonskim organizacijama, prema Deklaraciji o masonskim udrugama iz 1983. godine, i dalje ostaje na snazi.
Dana 2. ožujka 2007. Vatikan je ponovno izrazio svoje protivljenje slobodnom zidarstvu. "Pripadnost slobodnom zidarstvu i Katoličkoj Crkvi nespojivi su", podsjetio je monsinjor Gianfranco Girotti, prefekt Apostolske pokorničarne. Naglasio je da je "Katolička Crkva oduvijek kritizirala mističnu koncepciju svojstvenu slobodnom zidarstvu, smatrajući je nespojivom sa svojom vlastitom doktrinom". Sveta Stolica, u suradnji s Kongregacijom za nauk vjere, također je ponovno potvrdila da je članstvo u masonskim ložama i dalje zabranjeno katolicima. Oni koji prekrše ovu zabranu nalaze se u stanju "teškog grijeha" te im nije dopušteno primanje euharistije. U svibnju 2007., nakon vijesti da je 85-godišnji katolički svećenik Rosario Francesco Esposito postao član masonske lože, Girotti je u razgovoru za Radio Vatikan potvrdio da Deklaracija o masonskim udrugama iz 1983. godine i dalje ostaje na snazi. Pozvao je crkvene vlasti da poduzmu disciplinske mjere protiv svećenika koji su se deklarirali kao slobodni zidari.
U lipnju 2013. katolički svećenik Pascal Vesin iz biskupije Annecy, župnik u Megèveu i član Velikog orijenta Francuske, na izričit zahtjev Vatikana, temeljem papinske bule, bio je prisiljen prekinuti svaki odnos sa slobodnim zidarstvom. Ovaj slučaj izazvao je veliku pozornost javnosti i brojne reakcije. Pisac Claude Thomas tada je izjavio: "Ja sam kršćanin i slobodni zidar – gdje je problem?", kritizirajući stav Katoličke Crkve kao zastario. José Gulino, tadašnji veliki majstor Velikog orijenta Francuske, izjavio je: "Dok su se posljednjih godina naši odnosi s Katoličkom Crkvom poboljšali, sada se čini kao da smo se vratili u doba inkvizicije. U osnovi, Crkva zamjera Pascalu Vesinu što je želio razmišljati." Monsinjor Bernard Podvin, glasnogovornik Francuske biskupske konferencije, ponovio je "nespojivost između kršćanskog i slobodnozidarskog angažmana, osobito za svećenike".
Dana 6. ožujka 2008. u Belgiji je održana povijesna rasprava između Henrija Bartholomeeusena, velikog meštra Velikog orijenta Belgije, i kardinala Godfrieda Danneelsa, predsjednika Belgijske biskupska konferencija, u Bruxellesu. Tijekom rasprave, Danneels je ponovio da treba razlikovati regularno i kontinentalno slobodno zidarstvo, predstavljajući to kao službeni stav Katoličke Crkve.
U 2023. godini, Dikasterij za nauk vjere ponovno je potvrdio da je katolicima zabranjeno članstvo u slobodnom zidarstvu, pozivajući se na Deklaraciju o masonskim udrugama iz 1983. godine. Pismo je potpisao kardinal Víctor Manuel Fernández, prefekt Dikasterija, uz odobrenje pape Franje.